# Povijest Sjeverne Amerike
Povijest Sjeverne Amerike stvarana je tisućama godina, prastanovnici su razvijali različite napredne civilizacije i kulture koje su međusobno trgovale i ratovale u prostranim ravnicama i riječnim dolinama sjeveroameričkog kontinenta. Neki od tih naroda gradili su složene građevine i razvijali tehnike obrađivanja tla, drugi su neprestano selili u potrazi za hranom i zaklonom. No u kratkom periodu od samo 350 godina, europski doseljenici sve su ih uništili, osvojili sjeveroamerički kontinent od jedne do druge obale i osnovali dvije nezavisne države: Sjedinjene Američke i Kanadu.

## Prastanovnici
Do prije 15.000 godina u Sjevernoj Americi vladalo je ledeno doba. Budući da je bilo zamrznuto toliko puno vode, morska razina spustila se za oko 90 m i nastao je kopneni most prema Aziji. Prije otvaranja Beringova prolaza, lovci i skupljači plodova iz Azije prešli su taj kopneni most za Sjevernu Ameriku.

### Pueblo Bonito
Kada su prastanovnici Sjeverne Amerike krenuli prema jugu i prilagodili se novoj zemlji, započeli su graditi trajna naselja. Jedno od najimpresivnijih bio je Pueblo Bonito u području kanjona  'Chaco'  u današnjem jugozapadnom dijelu Sjedinjenih Država. Sagradio ga je narod Anasazi koji je živio između 950. i 1300.g n. e. Na njegovu vrhuncu, više od 1200 stanovnika živjelo je u pueblu (veliko selu ograđenom zidinama od blata i opeke), obrađujući zemlju na vrhovima litica nad kanjonom. Nastambe u pueblu bile su građene jedna iznad druge u građevinu koja se na pojedinim mjestima dizala do četiri kata. Pueblo je bio najveće stambeno zdanje u Sjevernoj Americi sve do 19. stoljeća.

## Hrana američkih starosjedilaca
Nizine i riječne doline davale su obilje hrane. Voća i povrća je bilo u izobilju; zemlja je vrvila bizonima i drugim životinjama, a rijeke su bile prepune riba.
- Bundeve

Buće, tikvice i ostale bundeve jele su se sviježe ili su se sušile za zimnicu.
- Kukuruz

Kukuruz se sušio i od njega se pripremala kaša ili se lagano prepečen jeo s medom, javorim šećerom ili mašću.
- Grah

Bogat proteinima i vitaminima, grah je bio glavni dio svakodnevne prehrane.

## Narod Adena
Nosioci kulture Adena su živjeli uz rijeku Ohio između 10. stoljeća pr. n. e.. i 3. stoljeća n. e. Bili su lovci i sakupljači plodova, no uzgajali su i svoje kulture. Bili su prvi sjeveroamerički narod koji je podizao velike grobne humke. Narod je dobio ime po humku Adena nedaleko Chillichothe, Ohio.

### Hopi
Hopi su bili zemljoradničko pleme i živjeli na američkom Jugozapadu i srodnici su Šošona, od kojih se razlikuju po tome što su imali tzv. pueblo kulturu.

## Vremenska tablica
| Godine                 | Povijesna zbivanja |
| ---------------------- | --- |
| oko 20.000 pr. Kr.     | Lovci - skupljači plodova prelaze kopneni most Beringova prolaza i u potrazi za hranom i zaklonom kreću prema jugu.                              |
| oko 9.000 g. pr. n. e. | Lovci - skupljači plodova počinju loviti bizone na Velikim ravnicama.                                                                            |
| oko 5.000 g. pr. n. e. | Prvi zemljoradnici uzgajaju pšenicu i druge kulture na jugozapadu SAD-a.                                                                         |
| 500 g. pr. n. e.       | Hopi podižu grobne humke duž rijeke Mississippi i Ohio.                                                                                          |
| 700.                   | U jugozapadnom području podižu se prvi puebli.                                                                                                   |
| oko 1000.              | Vikinzi pristaju uz istočnu obalu. |
| 1497.                  | Giovanni Caboto ili poznatiji kao John Cabot, talijanski moreplovac u službi engleskih trgovaca, ugledao Newfoundland i zauzeo ga uime Engleske. |
| 1534. – 35.            | Francuski moreplovac Jacques Cartier plovi uz rijeku St. Lawrence i uime Francuske zauzima Kanadu.                                               |

## Dolazak Europljana
Nakon otkrića prekoatlantskog kopna, mnogi Europljani plove prema zapadu. Francuzi plove u unutrašnjost uz rijeku St. Lawrence; Englezi pokušavaju oko sjeverne obale pronaći rutu prema Aziji; Španjolci iz svog carstva u Meksiku kreću prema sjeveru.

### Hernando de Soto
Godine 1539. Hernando de Soto (1496-1542), španjolski namjesnik na Kubi, isplovljava u istraživanje i osvajanje Sjeverne Amerike. Pristaje uz obalu Floride i kreće prema sjeveru u potrazi za zlatom, srebrom i dragim kamenjem koje ne uspjeva pronaći. Godine 1541. bio je prvi europljanin koji je ugledao rijeku Mississippi, no umire prije povratka kući.

### Francuska Kanada
Nakon putovanja francuskog moreplovca Jacquesa Cartiera uz rijeku St. Lawrence 1534-35. godine francuski doseljenici pokušavaju, ali ne uspijevaju osnovati koloniju u Montrealu 1541. godine. Tek je 1608. prvu francusku koloniju u Sjevernoj Americi uspješno osnovao Samuel de Champlain u Quebecu. Godine 1663. Quebec je postao glavnim gradom Nove Francuske, naziv tadašnjeg rastučeg francuskog carstva u Sjevernoj Americi. 

### Primamljivost Novog svijeta
Vjerski progoni i siromaštva kod kuće, primamljivosti istraživanja i osvajanja novih zemalja, bogastvo koje se može steći trgovinom krznom i drugom robom te nada da će se otkriti zlato ili srebro, navela je Europljane da se naseljavaju u području koje su nazivali >> Novi svijet <<. Sredinom 18. stoljeća na sjeveru i istoku bile su engleske, francuske, nizozemske i njemačke kolonije; Španjolci su naseljavali zapadnu obalu.

## Vjerski progoni i istraživanje
Tijekom 17. i 18. stoljeća mnogi vjerski otpadnici bježali su pred vjerskim progonima u Europi da bi stvorili svoje nove vjerske zajednice u Novom svijetu. Puritanci, kvekeri, prezbiterijanci, katolici i drugi osnivali su kolonije gdje su mnogi u miru prakticizirali svoju vjeru.
Godine 1682. francuski trgovac Robert Cavelier de La Salle (1643-77) plovio je niz Mississippi, a zemlju je po Luju XIV nazvao Louisiana. Nakon što je Louisiana 1803. pripala SAD-u, vlada je poslala Williama Clarka i Meriwethera Lewisa da je istraže.

### Traperi
Američki starosjedioci bili su sretni što su mogli krzno divljih životinja, primjerice lisica, medvjeda, tuljana i dabrova, razmjenjivati s doseljenicima u zamjenu za vatreno oružje, bisere, pokrivače i alkohol. Engleski trgovci krznom osnovali su kompaniju Hudson's Bay za promet ovom unosnom robom. U Kanadi su francuski doseljenici također trgovali krznom iz gradova Montreal i Quebec.
Otkrićem zlata u Kalifoniji 1848. započela je navala prospektora s druge strane kontinenta u potrazi za bogastvom. Da bi se mogli smjestiti novi doseljenici, nicali su novi gradovi poput San Francisca.

## Cabot i Cartier
Dok su Španjolci i Portugalci istraživali i kolonizirali Srednju i Južnu Ameriku, Engleska i Francuska istraživali su Sjever. Talijanskog moreplovca Johna Cabota (oko 1450-oko 1499) unajmio je engleski kralj Henrik VII da pronađe novi put do Azije. Bio je prvi Europljanin koji je pristao uz obalu Sjeverne Amerike i uime Engleske zauzeo Newfoundland. Francuski moreplovac Jacques Cartier (1491-1557) plovio je uz rijeku St. Lawrence 1534-35. godine i posjetio dva huronska sela, kasnije nazvana Quebec i Montreal. Prema huronskom nazivu za selo, kanata, Francuzi su nazvali Kanadu.

### Vremenska tablica
| Godine | Povijesna zbivanja                                                                                           |
| ------ | --- |
| 1607.  | U Jamestownu, Virginia, osnovana prva trajna europska kolonija u Sjevernoj Americi.                          |
| 1608.  | Francuski moreplovac Samuel de Champlain istražuje Kanadu i osniva prvu francusku koloniju u Quebecu.        |
| 1620.  | Pilgrimi iz Engleske plove brodom Mayflower i osnivaju koloniju u Plymouthu, Massachsetts.                   |
| 1625.  | Nizozemci osnivaju New Amsterdam (današnji New York).                                                        |
| 1739.  | Rat za Jenkin's Ear: Španjolska i Britanija vode bitku za prevlast nad vodama oko Sjeverne Amerike i Kariba. |
| 1759.  | Britanci osvajaju Quebec.                                                                                    |
| 1763.  | Britanci preuzimaju svu vlast u francuskoj Kanadi.                                                           |
| 1776.  | 13 britanskih kolonija na istočnoj obali proglašavaju nezavisnost.                                           |
| 1803.  | Kupovina Louisiane: SAD kupuje od Francuske veliko područje zemlje na srednjem zapadu.                       |
| 1867.  | Ujedinjuju se britanske kolonije u Kanadi i stvaraju nezavisni Kanadski dominion.                            |